# Noël Joseph Auguste Delfosse

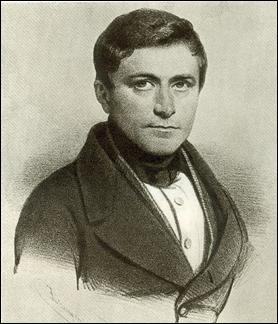
Noël Delfosse

Noël Joseph Auguste Delfosse (* 1801 in Lüttich; † 22. Februar 1858) war ein belgischer Politiker.

## Leben
Delfosse studierte die Rechte und ließ sich als Rechtsanwalt in seiner Vaterstadt nieder. Als Vertreter des Liberalismus wurde er nach der Lostrennung Belgiens von den Niederlanden erst in den Gemeinderat, 1836 zu dem Provinzialständeausschuss und 1840 zum Repräsentanten der Stadt Lüttich in die Kammer gewählt. Er behielt sein Mandat in ununterbrochener Folge, wurde 1848 zum Vizepräsidenten der Kammer erwählt und blieb in diesem Amte bis 1852. Sein entschiedener Charakter und seine überzeugende Rednergabe begründeten seinen politischen Einfluss in den Jahren 1848 und 1849, wo er hauptsächlich dahin wirkte, Belgien vor den Einflüssen der französischen Bewegung zu sichern. Damals sprach er in der Kammer sein berühmt gewordenes Wort: « La liberté française pour faire le tour du monde n’a pas besoin de passer par chez nous! »
1853 und 1854 nahm er den Präsidentenstuhl der Kammer ein, welchen er 1855 dem Kandidaten der Rechten räumte. Die Bildung eines neuen Ministeriums lehnte er zwei Mal, 1854 und 1855, ab. Nach dem Siege der liberalen Partei ehrte ihn das Ministerium Rogier-Frère am 12. November 1857 mit dem Titel eines Staatsministers, was ihn indes nicht hinderte, gegen die Maßnahmen des Ministeriums zu sprechen, welche ihm mit dem Liberalismus unvereinbar schienen. Er starb am 22. Februar 1858.